# モンタルト・リーグレ
モンタルト・リーグレ(伊: Montalto Ligure)は、イタリア共和国リグーリア州インペリア県モンタルト・カルパージオにある分離集落（フラツィオーネ）。
かつては独立した自治体（コムーネ）であったが、2018年1月1日、カルパージオと合併し、新自治体の一部となった。

## 地理

### 位置・広がり

#### 隣接コムーネ
コムーネとしてのモンタルト・リーグレは、以下のコムーネと隣接していた。
- バダルッコ
- カルパージオ
- ドルチェード
- モリーニ・ディ・トリオーラ
- プレラ